# Заворушення в Албанії (1997)

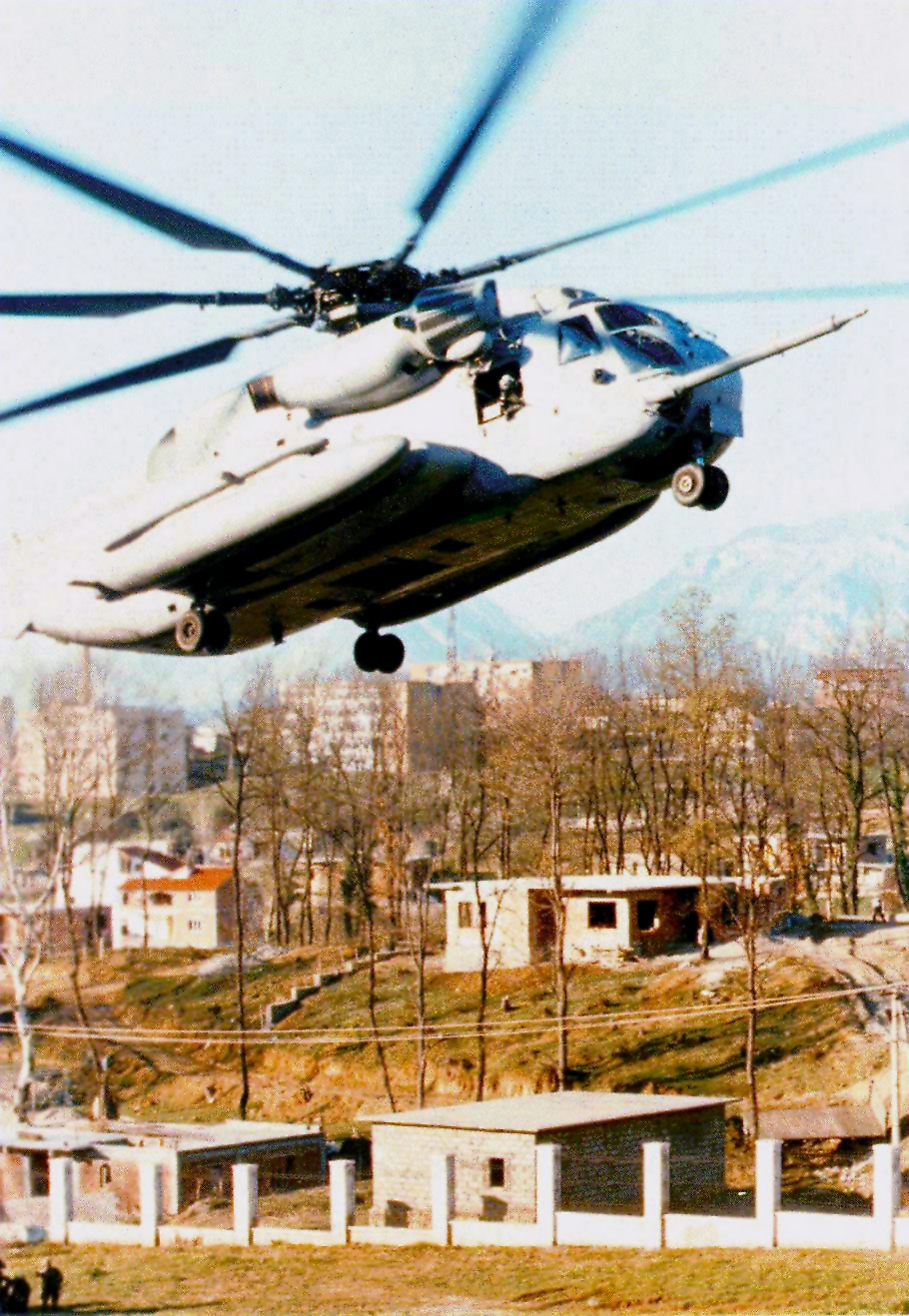
Евакуація громадян США

Заворушення в Албанії відбувались у січні-березні 1997 року. Важливим наслідком цих подій стало розкрадання військових складів та стрілецької зброї, частина якої опинилася в руках албанських сепаратистів у Косовому й Метохії.

## Початок заворушень
Після краху у січні 1997 року фінансових пірамід Албанія зіткнулася з найсерйознішою кризою у посткомуністичному періоді. Від дій банків постраждали понад 300 тисяч осіб. Населення втратило від 1,5 до 2 мільярдів доларів США. Перші протести почались того ж дня, коли було оголошено про банкрутство «фінансових пірамід». Починаючи з 15 січня у містах Тирана, Люшня та Вльора відбувались виступи обманутих вкладників, що вимагали від уряду повернути свої заощадження. Однак уряд відмовився компенсувати втрати населення, обмежившись забороною діяльності «пірамід».

## Повстання
Наприкінці лютого почалось повстання на півдні країни, у містах Вльора й Саранда, де населення захопило зброю на армійських складах. Відставка уряду, оголошена 1 березня, та запровадження у країні надзвичайного стану не змогли зупинити повстання. 2 березня парламент оголосив у країні надзвичайний стан. Салі Беріша віддав військам наказ зайняти міста, що повстали, але ті відмовилися відкривати вогонь і частково перейшли на бік народу. Повстанці стали безперешкодно захоплювати всі південні міста й до середини березня перебували на підступах до Тирани. Почалась евакуація дипломатичних представництв. Нова хвиля біженців хлинула до Греції та Італії. Подальше розширення повстання було призупинено лише після того, як влада зламала армійські склади у Тирані, Дурресі й Каваї та роздала зброю своїм прибічникам у центрі й на півночі Албанії.

## Врегулювання конфлікту
Наприкінці березня уряд Албанії звернувся до західноєвропейських держав з проханням про військову інтервенцію з метою попередження громадянської війни. 28 березня Рада Безпеки ООН ухвалила рішення про направлення до Албанії 7-тисячного контингенту багатонаціональних сил ООН під керівництвом Італії для забезпечення охорони під час проведення гуманітарних операцій з розподілу продовольства. Іноземні військовослужбовці розміщались у всіх великих портових містах й у міжнародному аеропорту поблизу Тирани. Багатонаціональні сили залишались в Албанії до 14 серпня 1997 року. За три місяці протистояння у країні було вбито 1,5 тисячі осіб, ще 3,5 тисячі отримали поранення.

## Наслідки
В результаті цих заворушень було розкрадено армійські склади, на яких зберігались величезні запаси зброї, накопичені за весь час існування комуністичного режиму, й викрадено до 610 тисяч одиниць стрілецької зброї. Таким чином мілітаризація албанців стала прелюдією до Косовської війни й важливим кроком до відновлення Великої Албанії.